# Ерже
Жорж Проспе́р Ремі́ (фр. Georges Prosper Remi), відомий також як Ерже́ (фр. Hergé, 22 травня 1907, Еттербек, Бельгія — 3 березня 1983, Волюве-Сен-Ламбер, Бельгія) — бельгійський франкомовний художник і журналіст, автор коміксів.

## Псевдонім
Псевдонім Ерже (Hergé) походить від ініціалів автора у зворотному порядку.
Georges Remi — G. R. — R. G. (вимовляється як «Ер» і «Же»).
Літера «H» у французькій мові не читається і додана, вочевидь, «для краси».

## Пригоди Тентена
Ерже всесвітньо відомий завдяки серії коміксів «Пригоди Тентена» (фр. Aventures de Tintin).
Головний герой коміксів — молодий журналіст на ім'я Тентен (Tintin).
Інші герої: песик Мілу (Milou), капітан Аддок (Capitaine Haddock), професор Турнесоль (professeur Tournesol), детективи Дюпон та Дюпон (Dupond et Dupont).
Герої подорожують по різних країнах, розкриваючи злочини та таємниці.
Перший комікс з'явився у 1929 і назвався «Тентен у Країні Рад» (фр. Tintin au pays des Soviets): Тентен приїжджає до СРСР, бачить недоліки і злочини радянської влади і навіть заважає більшовикам відбирати хліб в селян. Пізніше, у повоєнний період, комікси стали менш політизованими.

## Список коміксів про Тентена
1. Тентен у країні Рад  — фр. Tintin au pays des Soviets(1930)
2. Тентен у Конго — фр. Tintin au Congo (1931)
3. Тентен у Америці — фр. Tintin en Amérique (1932)
4. Сигари фараона — фр. Les Cigares du pharaon(1934)
5. Синій лотос — фр. Le Lotus bleu (1936)
6. Зламане вухо — фр. L'Oreille cassée (1937)
7. Чорний острів — фр. L'Île Noire (1938)
8. Скіпетр Оттокара — фр. Le Sceptre d'Ottokar (1939)
9. Краб з золотими клішнями — фр. Le Crabe aux pinces d'or (1941)
10. Таємнича зірка — фр. L'Étoile mystérieuse (1942)
11. Сектрет єдинорога — фр. Le Secret de la Licorne (1943)
12. Скарби Червоного Ракама — фр. Le Trésor de Rackham le Rouge (1944)
13. Сім скляних кульок — фр. Les Sept Boules de cristal (1948)
14. Храм Сонця — фр. Le Temple du Soleil (1949)
15. Тентен у країні чорного золота — фр. Tintin au pays de l'or noir (1950)
16. Політ до Місяця фр. Objectif Lune (1953)
17. Прогулянка по Місяцю фр. On a marché sur la Lune (1954)
18. Справа Турнесоля фр. L'Affaire Tournesol (1956)
19. Склад коксу — фр. Coke en stock (1958)
20. Тентен у Тибеті фр. Tintin au Tibet (1960)
21. Коштовності Кастафйоре — фр. Les Bijoux de la Castafiore (1963)
22. Рейс 714 до Сіднею — фр. Vol 714 pour Sydney (1968)
23. Тентен та пікарос — фр. Tintin et les Picaros (1976)
24. Тентен і Альф-Арт Tintin et l'Alph-Art (1986, перевиданий у 2004) (незакінчений, виданий після смерті автора)